# Pilea roemeri
Pilea roemeri är en nässelväxtart som beskrevs av Winkler. Pilea roemeri ingår i släktet pileor, och familjen nässelväxter. Inga underarter finns listade i Catalogue of Life.